# Yuxiang
Yuxiang (cinese semplificato: 鱼香; cinese tradizionale: 魚香; pinyin: yúxiāng; letteralmente: "fragranza di pesce") è una famosa miscela di condimento nella cucina cinese, si riferisce anche alla salsa che ne deriva, in cui vengono cotte la carne o le verdure. Si dice che abbia avuto origine nella cucina del Sichuan, ma da allora si è diffuso in altre cucine regionali cinesi.
Nonostante il termine significhi letteralmente "fragranza di pesce" in cinese, lo yuxiang non contiene frutti di mare e in genere non viene aggiunta ad essi. La leggenda narra che la salsa fosse usata regolarmente da una donna per cucinare il pesce d'acqua dolce per la sua famiglia. Tuttavia, in un'occasione in cui non aveva pesce a disposizione, utilizzò la salsa rimasta per insaporire un piatto a base di carne. Alla famiglia piacque molto questa nuova versione della pietanza e da quel momento la salsa prese il suo nome, Yu Xiang o aromatizzato al pesce.
Oltre alla miscela di base, la cottura yuxiang include quasi sempre l'uso di zucchero, aceto, doubanjiang, salsa di soia e peperoncino sottaceto.

## Preparazione
La corretta preparazione del condimento yuxiang include pao la jiao (peperoncino sottaceto) tritato finemente,il cipollotto, lo zenzero e l'aglio. Sono mescolati in quantità più o meno uguali, anche se alcuni preferiscono includere più scalogno che zenzero e aglio. Il composto viene poi fritto in olio fino a quando non è fragrante. Acqua, amido, zucchero e aceto sono poi aggiunti per creare una salsa di base.

## Piatti con Yuxiang
La salsa è usata più frequentemente per piatti a base di carne di manzo, maiale o pollo. A volte è usata per ricette vegetariane. In effetti, Barbara Tropp suggerisce in The Modern Art of Chinese Cooking (L'arte moderna della cucina cinese) che i caratteri possono anche essere interpretati come il significato del sapore Sichuan-Hunan. I piatti che usano lo yuxiang come condimento principale hanno il termine apposto sul loro nome. Per esempio:
- Yúxiāngròusī (魚香肉絲): strisce di maiale saltate in padella con yuxiang[4]
- Yúxiāngqiézi (魚香茄子): melanzane brasate con yuxiang[5]
- Yúxiāngniúnǎn (魚香牛腩): brisket di manzo in umido con yuxiang